# Филиппа Гелдернская
Филиппа Гелдернская (9 ноября 1464, Граве, Северный Брабант — 28 февраля 1547, Понт-а-Муссон, Лотарингия) — герцогиня Лотарингии (1485—1508) в браке с Рене II, регентша Лотарингии в отсутствие сына.

## Жизнь
Филиппа родилась в семье Адольфа Эгмонта и Екатерины де Бурбон. Она была сестрой-близнецом Карла, будущего герцога Гелдерна; они были единственными детьми своих родителей. Через свою мать она была двоюродной сестрой мужа могущественной Анны де Божё — Пьера II, герцога де Бурбон, а также французской королевы-матери Луизы Савойской.
Чтобы укрепить связи между Францией и герцогством Лотарингия, её решили выдать замуж за Рене II, герцога Лотарингии (1451—1508). Свадьба состоялась в Орлеане 1 сентября 1485 года.
После смерти супруга в 1508 году Филиппа попыталась стать регентом сына Антуана II, которому было 19 лет, однако было решено, что он достаточно взрослый для самостоятельного правления. Однако, когда герцог Антуан уехал воевать в Италию в 1509 году, он назначил свою мать Филиппу регентом Лотарингии в своё отсутствие. Она правила мудро.
13 июня 1509 года она выкупила Майенн у Маргариты де Водемон, герцогини Алансонской. 
Она удалилась в монастырь клариссинок в Понт-а-Муссон 15 декабря 1519 года, где жила до самой смерти. Она всё ещё оставалась матриархом в семье и часто её навещали родственники, которые относились к ней с большим уважением.
Будучи в монастыре Филиппа приказала построить великолепный алтарь для конгрегаций; он оставался там до самой её смерти. Она умерла в женском монастыре Понт-а-Муссон 28 февраля 1547 года. У неё было двенадцать детей, десять из которых умерли раньше неё.

## Дети
- Карл Лотарингский (1486, умер в младенчестве);
- Франсуа Лотарингский (1487—1487);
- Антуан II Добрый, герцог Лотарингский и де Бар (1489—1544), женат с 1509 на Рене Бурбон-Монпансье (1494—1539);
- Анна Лотарингская (1490—1491);
- Николя Лотарингский (1493, умер в младенчестве);
- Изабель Лотарингская (1494—1508);
- Клод Лотарингский (1496—1550), первый герцог де Гиз, граф д’Аркур и д’Омаль, барон д’Эльбёф, де Майенн, сир де Жуанвиль, женат с 1513 на Антуанетте де Бурбон-Вандом;
- Жан Лотарингский (1498—1550), кардинал Лотарингский, епископ Туля, Меца и Вердена;
- Луи Лотарингский (1500—1528), епископ Верденский, граф де Водемон;
- Клод и Катерина Лотарингские (1502, близнецы, умерли в младенчестве)
- Франсуа Лотарингский (1506—1525, погиб при Павии), граф де Ламбек.